# Berchtesgaden
Berchtesgaden är en köping (Markt) i den tyska delstaten Bayern, och är belägen vid alptopparna Watzmann och Untersberg. Den är en gammal kurort och har cirka 7 700 invånare. Nationalpark Berchtesgaden ligger i närheten av orten.
I staden finns en stiftskyrka i romansk och gotisk stil och tidigare fanns här även ett kungligt slott. Under Tredje riket fanns i stadens omgivning en semesteranläggning för Hitlers personliga bruk. Huset högt uppe på en alptopp över byn kallas för Örnnästet och var en gåva från det nationalsocialistiska partiet till Adolf Hitler. Sommarhuset, som egentligen heter Kehlsteinhaus, är idag ett populärt turistmål med utsikt över Alperna, och man kan vid klart väder se ända till Salzburg. 
Inte långt från Berchtesgaden ligger fästningen Hohenwerfen. Det var där som filmen Örnnästet, med Richard Burton och Clint Eastwood i huvudrollerna, spelades in i slutet av 1960-talet. Filmen bygger på Alistair MacLeans bok med samma namn.

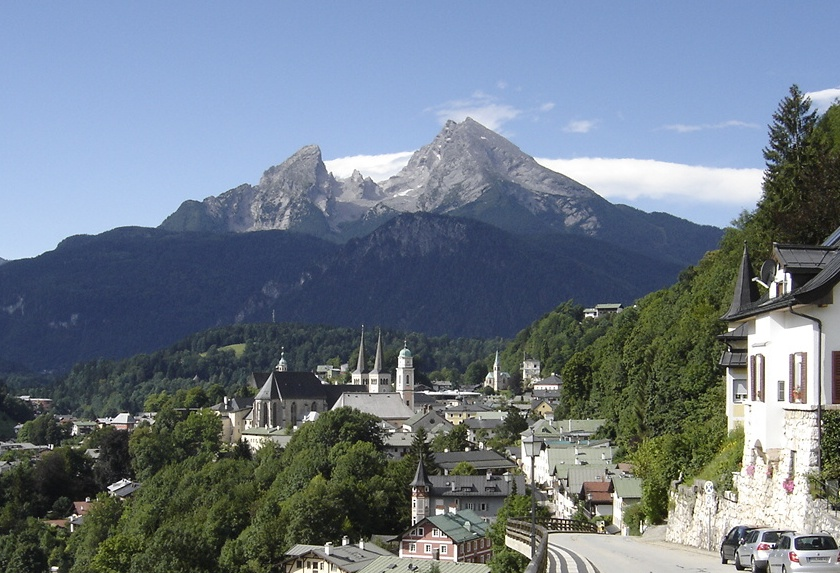
Berchtesgaden med vy över Watzmann.
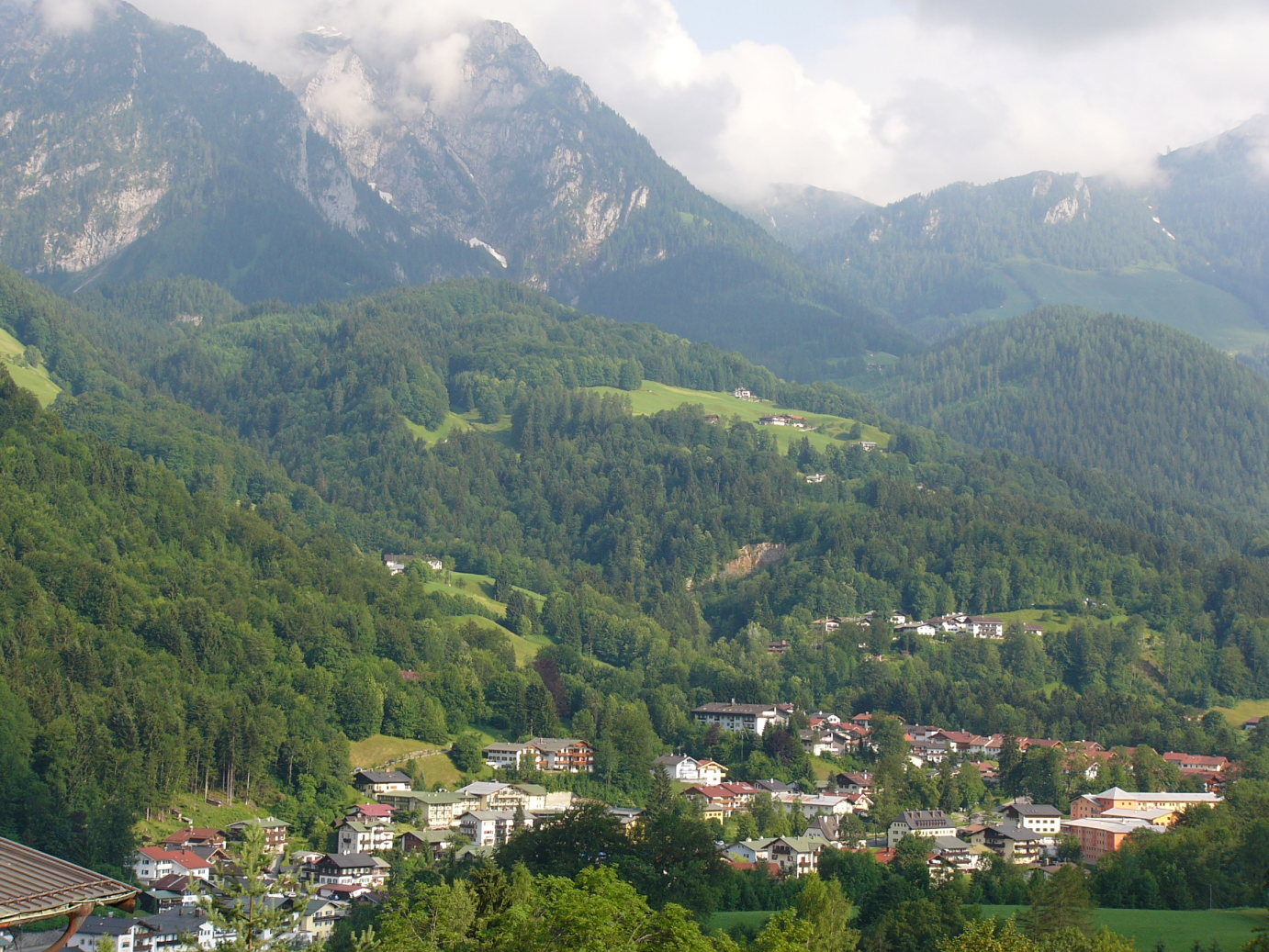
Flygvy över Berchtesgaden.
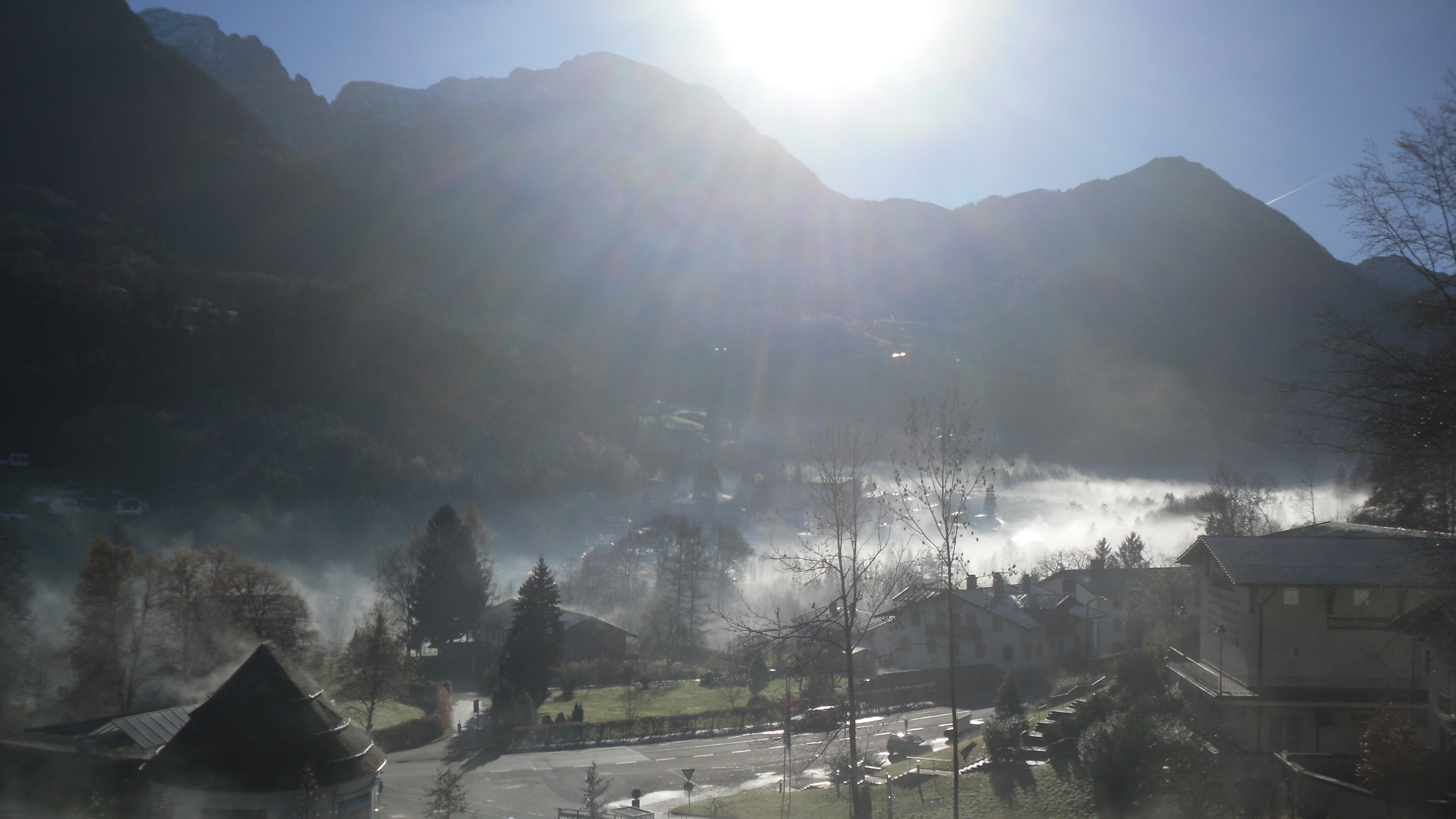
Morgonvy över Berchtesgaden.